# Ratu
Ratu est un mot qu'on retrouve dans de nombreuses langues austronésiennes. Une autre forme de ce mot est datu ou datuk. Il est vraisemblable qu'à l'origine, ce mot désignait le chef .

## Philippines
Aux Philippines, Datu était le titre des chefs, princes souverains et monarques dans les régions de Visayas et Mindanao.

## Indonésie
Dans différentes langues d'Indonésie, ratu a le sens de « roi » ou « prince. »
Datuk (dato en Malaisie) est un titre honorifique.

## Fidji
Aux Fidji, ratu est un titre de noblesse porté par les individus ayant un rang de chef. L’équivalent féminin est Adi (prononcé [andi]).
La noblesse fidjienne comprend environ soixante-dix chefs. Chacun d'entre eux appartient à une famille qui a traditionnellement gouverné une partie du pays. Il existe une hiérarchie entre les différents rangs de chefs. Le clan Mataiwelagi est parfois considéré comme étant celui qui occupe le plus haut rang; ses membres descendent de Seru Epenisa Cakobau, le premier chef à avoir unifié les îles Fidji et à les avoir placées sous son autorité en 1871.
Au XIXe siècle, le ratu Udre Udre, un chef cannibale d'un peuple fidjien vivant dans le nord de l'île de Viti Levu, se fait connaître par sa cruauté. Selon les chiffres, le bilan de ses victimes s'élèverait de 872 à 999 personnes, même si des chiffres inférieurs ont été avancés.
Pendant l'époque coloniale, les Britanniques s'appuient sur les chefs traditionnels, et obtiennent leur soutien. Ils créent le Grand Conseil des Chefs.
À la suite de l'indépendance, en 1970, les chefs fidjiens continuent à exercer une influence sur la vie politique du pays. Certains se lancent en politique dans le cadre d'un système électoral démocratique hérité des institutions britanniques. Le Grand Conseil des Chefs, lui, a pour fonction principale de nommer le président, tandis que le premier ministre est issu du Parlement élu.
Parmi les Ratu célèbres, citons Ratu Seru Epenisa Cakobau, Ratu Josefa Iloilovatu, Ratu Sir Kamisese Mara, Ratu Tevita Momoedonu ou encore Ratu Sir Lala Sukuna.